# Milledgeville (Georgia)
Milledgeville – miasto w Stanach Zjednoczonych, w stanie Georgia. Jest siedzibą hrabstwa Baldwin.

## Demografia
Ma 18 757 mieszkańców (dane z roku 2000). W roku 2023 liczba mieszkańców spadła do 16 486 osób, a gęstość zaludnienia poniżej 315 osób/km².

## Historia
Od 1806 do 1868 było stolicą stanu. Zostało splądrowane w 1864 przez armię Unii w trakcie Marszu Shermana. W 1868 stolica stanu została przeniesiona do Atlanty.